# 江尻站
江尻站（日语：／ Ejiri teiryūjō */?）是位於富山縣高岡市江尻，萬葉線的電車站。

## 電車站構造
電車站是地面車站，建設在共用行車道上，設有2面2線的相對式月台。月台設有上蓋和斜道，提供了無障礙設施。

## 歷史
- 1948年4月10日：富山地方鐵道地鐵高岡（現時：高岡站）至伏木港之間開通，此站啟用。
- 1959年月1日：轉讓路線給加越能鐵道。
- 2002年4月1日：轉讓路線給萬葉線[2]。
- 2024年9月28日：可使用ICOCA及全國通用IC卡付款[3]。

## 電車站周邊
- AEON高岡店
- 高岡信用金庫（日语：高岡信用金庫）江尻出張所
- 冰見伏木信用金庫（日语：氷見伏木信用金庫）旭丘分店

## 相鄰電車站
萬葉線
■萬葉線（高岡軌道線）
市民醫院前－江尻－旭丘

## 外部連結
- 萬葉線江尻站上行 （页面存档备份，存于）及下行時間表（日語）